# Пурхонен, Пертти
Пертти Ильмари Пурхонен (фин. Pertti Ilmari Purhonen; 14 февраля 1942, Хельсинки, Финляндия — 5 февраля 2011, Порвоо, Финляндия) — финский боксёр, бронзовый призёр Олимпийских игр в Токио (1964).
Перед летними Олимпийскими играми в Токио (1964) спортсмен не показывал высоких результатов на международной арене: на европейском первенстве в Белграде (1961) он проиграл в первом же раунде, на следующем чемпионате в Москве (1963) уступил в четвертьфинале советскому боксеру Ричардасу Тамулису. Однако на самих Играх в Токио Пурхонену удается завоевать бронзовую медаль, в четвертьфинале по очкам он вновь уступил Тамулису. Восьмикратный чемпион Финляндии: в лёгком (1960, 1961), в 1-м полусреднем (1962—1964) и 2-м полусреднем (1966—1968) весах.
Завершив любительскую карьеру, попробовал себя среди профессионалов, однако провёл всего два боя, в которых одержал победу: в феврале 1969 г. выиграл по очкам у француза Жерара Гедина, а в декабре того же года — нокаутом у Джека Джонсона из Нидерландских Антильских островов.
Затем основал некоммерческую организацию Kriisipalveluyhdistys, которая занималась помощью рабочим в вопросах поведения в кризисных трудовых ситуациях. В 2008 г. его имя было включено в Зал славы финского бокса.
С 2005 г. страдал болезнью Альцгеймера, от которой он умер в феврале 2011 г.